# Typha latifolia
Typha latifolia là một loài thực vật có hoa trong họ Typhaceae. Loài này được L. miêu tả khoa học đầu tiên năm 1753.
Loài này được tìm thấy như một loài thực vật bản địa ở Bắc và Nam Mỹ, Châu Âu, Âu Á và Châu Phi. Ở Canada, loài này phân bố ở tất cả các tỉnh và cả Lãnh thổ Yukon và Tây Bắc, và ở Hoa Kỳ, nó có nguồn gốc từ tất cả các bang trừ Hawaii. Đây là một loài được giới thiệu và xâm lấn, và được coi là một loại cỏ độc hại, ở Úc và Hawaii. [8] Nó đã được báo cáo ở Indonesia, Malaysia, New Zealand, Papua New Guinea và Philippines.
Typha latifolia đã được tìm thấy ở nhiều vùng khí hậu, bao gồm nhiệt đới, cận nhiệt đới, ôn đới phía nam và phía bắc, ven biển ẩm ướt và lục địa khô. Typha latifolia được tìm thấy ở độ cao từ mực nước biển đến 7.500 feet (2.300 m).
Typha latifolia là một loài "đất ngập nước bắt buộc", có nghĩa là nó luôn được tìm thấy trong hoặc gần nước. Typha latifolia thường mọc ở những vùng bị ngập lụt, nơi độ sâu của nước không vượt quá 2,6 feet (0,8 mét). Tuy nhiên, Typha latifolia cũng đã được báo cáo phát triển trong thảm nổi trong nước sâu hơn một chút. Typha latifolia mọc chủ yếu ở nước ngọt nhưng cũng xuất hiện ở vùng đầm lầy hơi lợ. [9] Các loài có thể thay thế các loài khác có nguồn gốc từ đầm lầy muối khi giảm độ mặn. Trong điều kiện như vậy, cây có thể bị coi là xâm lấn, vì nó cản trở việc bảo tồn môi trường đầm lầy muối.
Typha latifolia có chungphạm vi của nó với các loài liên quan khác và lai với Typha angustifolia, để tạo thành Typha × glauca (Typha angustifolia × T. latifolia). Typha latifolia thông thường thường được tìm thấy trong nước nông hơn so với cattail lá hẹp.
Cây cao 1,5 đến 3 mét (5 đến 10 feet) và nó có 2 lá rộng44 cm (¾ đến 1½ inch), và thường sẽ mọc ra ở độ sâu 0,75 đến 1 mét (2 đến 3 feet).

## Hình ảnh

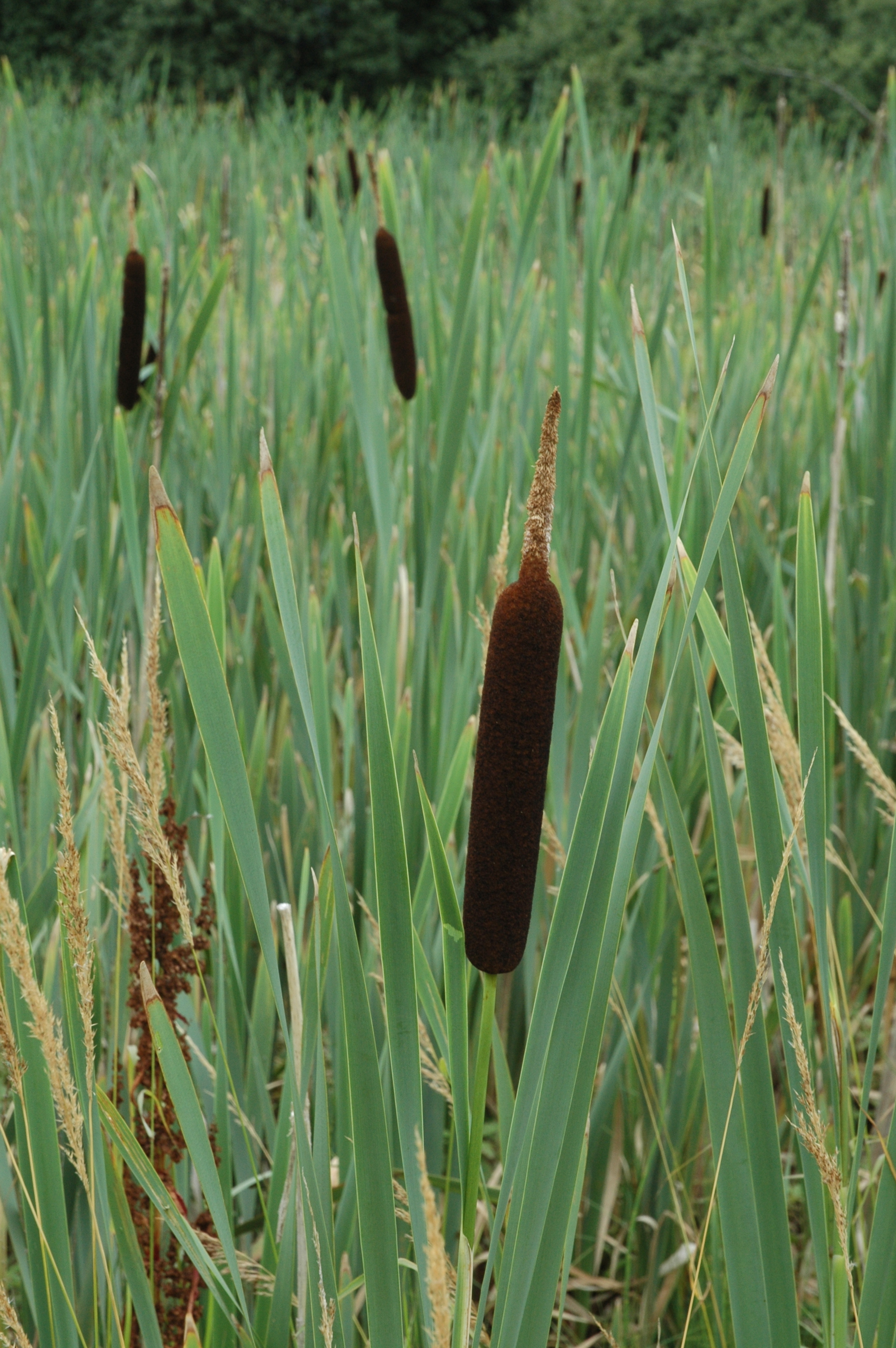
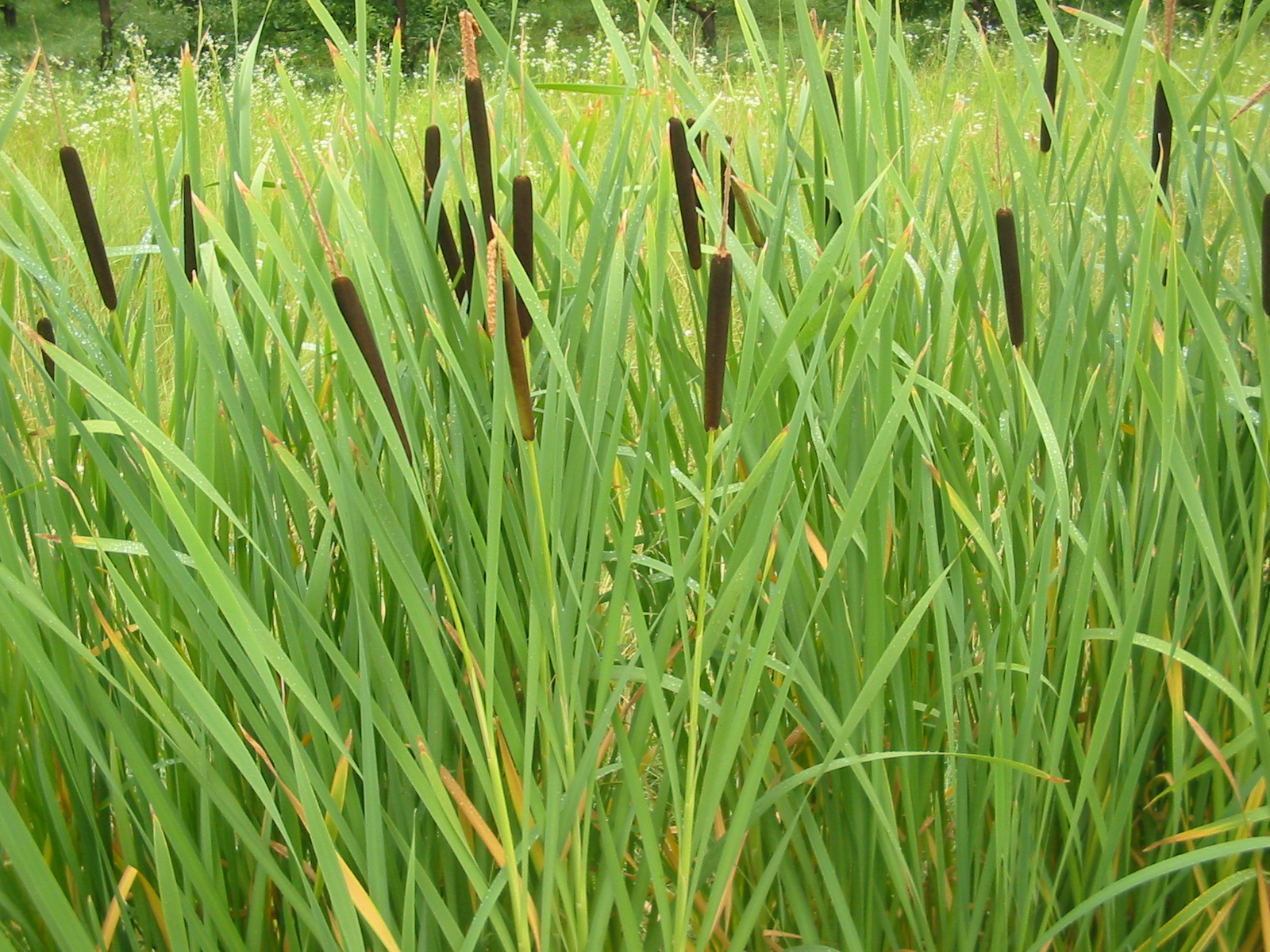
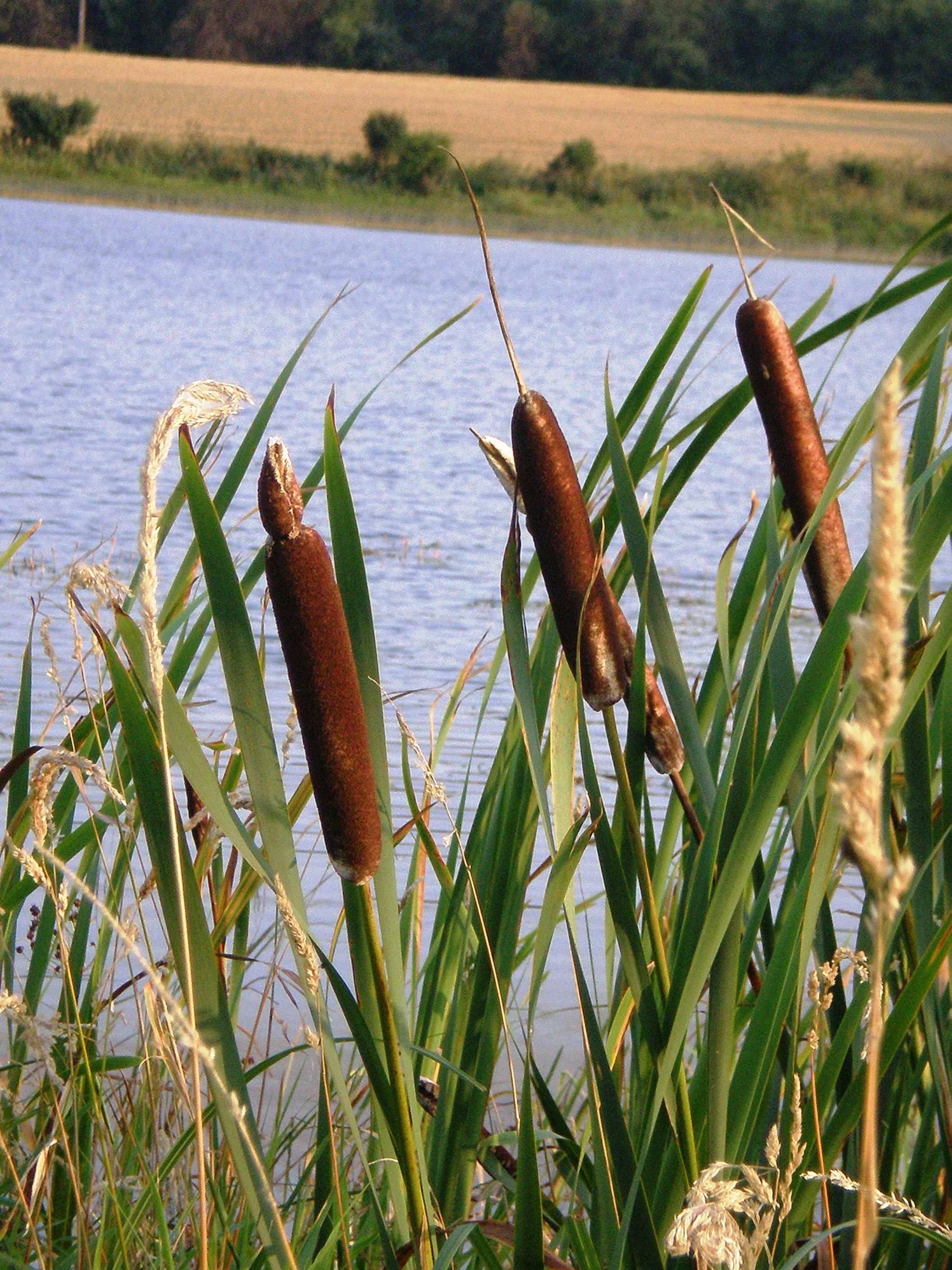
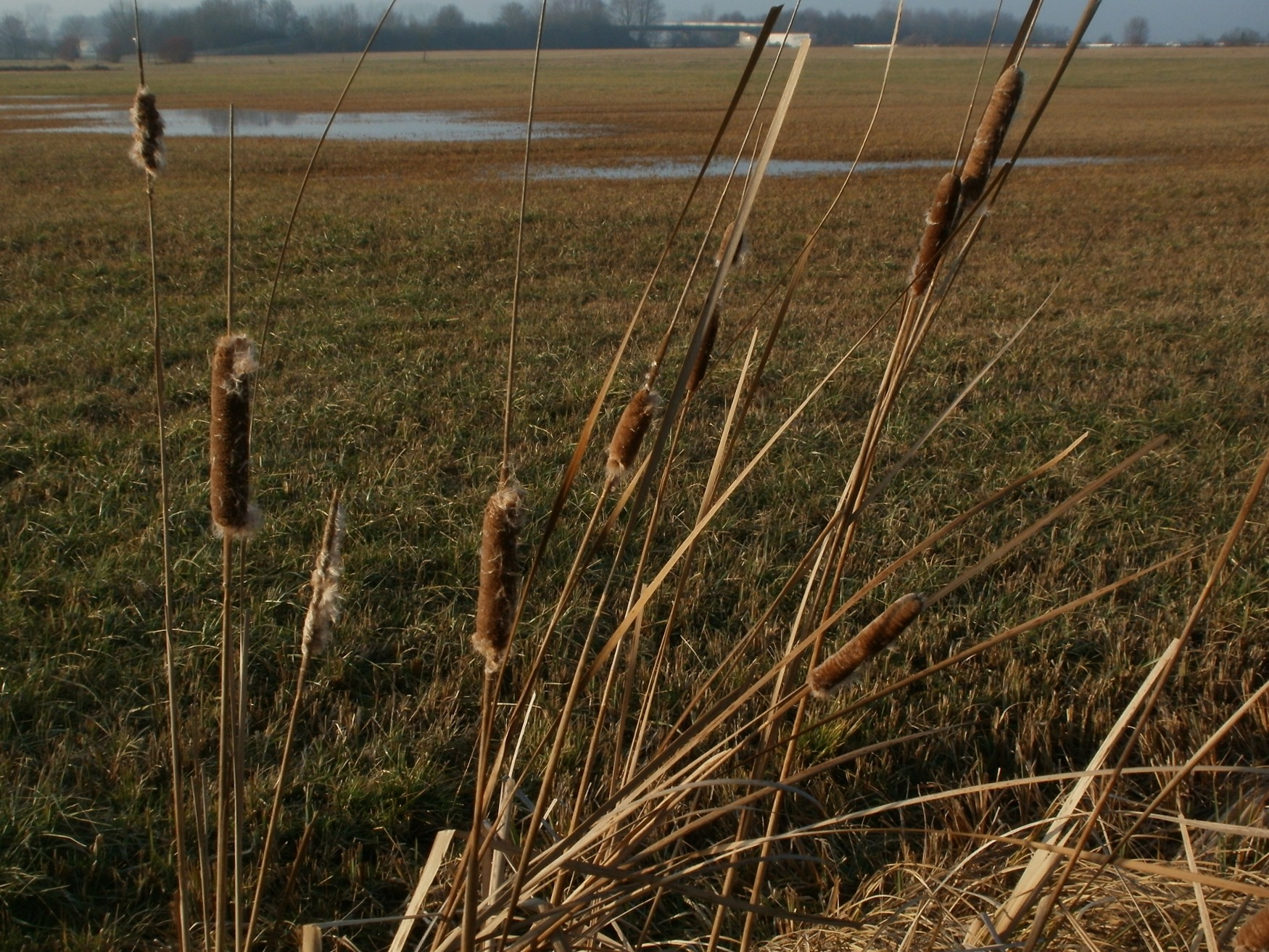